# Васильчикова, Анна Григорьевна
Анна Григорьевна Васильчикова (ум. ок. 1577) — пятая супруга царя Ивана Грозного.

## Биография
Из рода Васильчиковых. Существуют разные мнения по поводу её происхождения: по предположению М. Д. Хмырова, она — дочь боярина и дипломата Григория Васильчикова; современные исследователи считают её дочерью четвероюродного брата Григория Борисовича — Григория Андреевича (который в 1577—1589 годах был московским дворянином). Б. Н. Флоря пишет, что она была из семьи каширских детей боярских, А. А. Зимин — что из семьи мелких детей боярских, служивших по Кашире и вошедших в опричную среду.
Н. М. Карамзин и С. М. Соловьёв не считали её царицей, поскольку не имели сведений о её бракосочетании (позже найдено описание). Она является 5-й женой царя, то есть незаконной по церковному праву (подробнее см. Законность браков Ивана Грозного). Карамзин указывает, что в царском вкладе на помин её души она не названа «царицей», в отличие от предыдущих жён.
Карамзин пишет о ней: «Царь, уже не соблюдая и легкой пристойности, уже не требуя благословения от Епископов, без всякого церковного разрешения женился (около 1575 года) в пятый раз на Анне Васильчиковой. Но не знаем, дал ли он ей имя Царицы, торжественно ли венчался с нею: ибо в описании его бракосочетаний нет сего пятого, не видим также никого из её родственников при дворе, в чинах, между Царскими людьми ближними. Она схоронена в Суздальской девичьей обители, там, где лежит и Соломония».

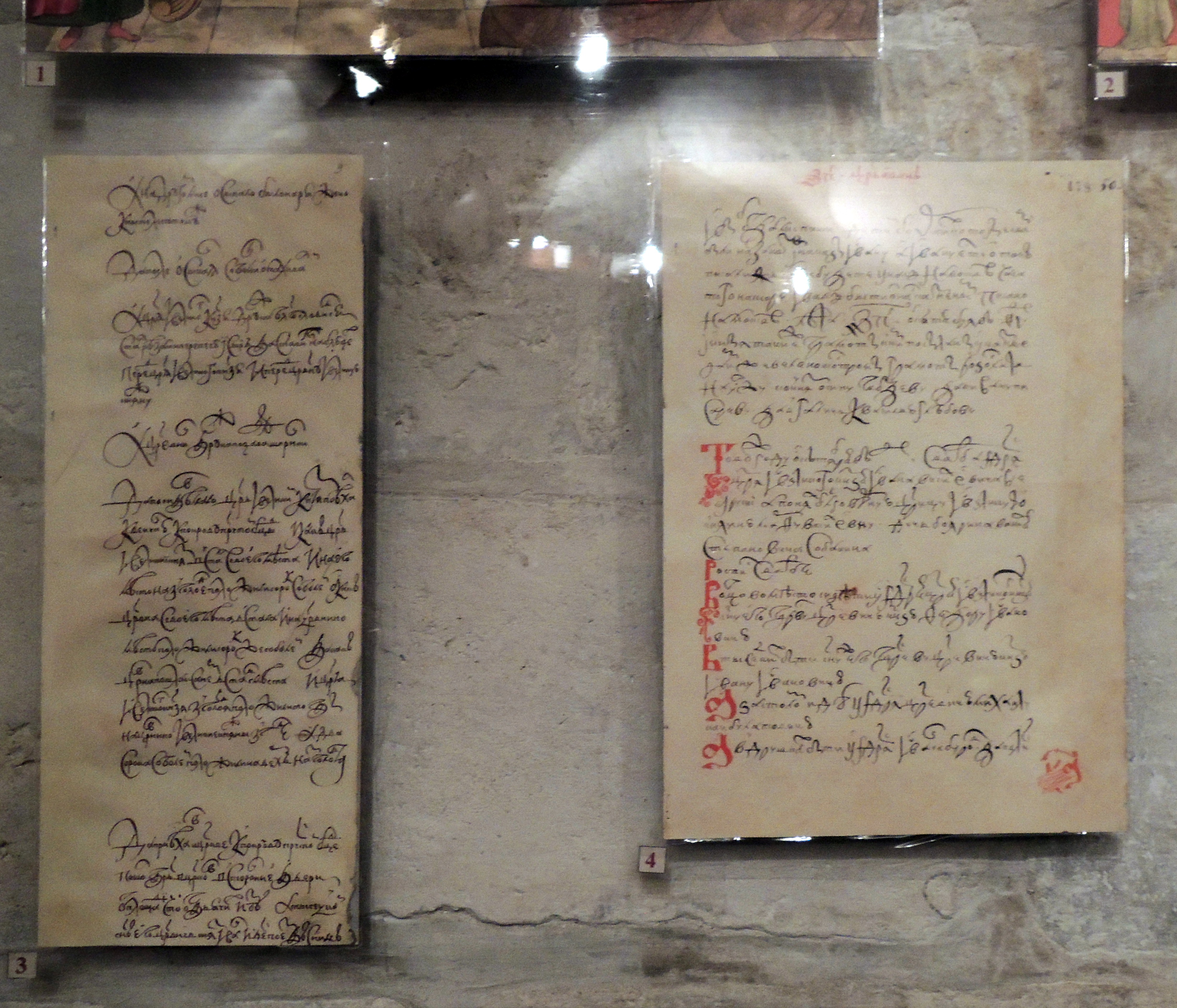
Страница из свадебного разряда (слева)

«…да приехав к церкви к Покрову Пречистой Богородицы пошел Государь в церковь в сторонние двери от площади что от дьячих изб. А тысяцкий сын его царевич князь Иван и весь поезд с ним…»— (из свадебного разряда)
На свадьбе, состоявшейся, вероятно, в конце 1574 года или в 1575 году, присутствовали семеро представителей рода Васильчиковых (Илья и Григорий Андреевичи; сыновья последнего Никита и Андрей; Назарий и Григорий Борисовичи и их двоюродный брат Иван Алексеевич), а также жёны троих из них. Её покровителем, судя по всему, был царский фаворит Василий Умной-Колычёв, однако кажется, что она не приходилась ему родственницей. Члены семьи Колычёвых также присутствовали на свадьбе. Скрынников пишет: «Пятый брак был абсолютно незаконен, и потому свадьбу играли не по царскому чину. На свадьбе отсутствовали великие бояре, руководители думы. На брачный пир пригласили немногих „ближних людей“. Из 35 гостей 19 принадлежали к роду Колычёвых. Иван Колычёв был главным дружкой невесты Анны Васильчиковой, другой Колычёв водил царский поезд».
Зимин пишет: «В 1573/74 г. Назарий и Григорий Васильчиковы получили поместья в Шелонской пятине. Хотя свадебный разряд относится к 7083 г., то есть к сентябрю 1574 — августу 1575 г., эту датировку можно сузить. На свадьбе присутствовал М. В. Колычёв, отправленный 30 января 1575 г. на шведский рубеж, где он и умер незадолго до 25 мая. Поэтому церемония бракосочетания не могла состояться позднее 30 января 1575 г. Р. Г. Скрынников датирует её сентябрем — октябрем 1574 г. (в рождественский пост, то есть после 14 ноября, совершать свадьбы не полагалось). Более убедительно мнение Л. М. Сухотина, считавшего, что брак царя с Анной состоялся в январе 1575 г. (не ранее 7 числа). По О. А. Яковлевой, это произошло (согласно традиции заключения церковных браков) между 9 января и 3 февраля того же года. Сразу же после свадьбы Грозный женит и царевичей Ивана и Фёдора. Первая жена Ивана была пострижена в монахини, и наследнику в супруги выбрали дочь рядового рязанского сына боярского М. Т. Петрова-Солового».
Новгородская летопись говорит: «и потом понял пятую царицу — Васильчикову».
«Первые признаки надвигающейся опалы появились сразу после свадьбы Анны. В промежуток времени между 15 и 28 апреля 1575 г. Василий Умной и двое братьев царицы Анны Григорий и Назарий Васильчиковы дали вклад в Троице-Сергиев монастырь по 50 рублей каждый. То был знак надвигавшейся опалы».
Существует указание, что венчание происходило в соборной церкви Покрова Пресвятой Богородицы в Александровой слободе.
Имперский посланник Даниил Принц фон Бухау пишет (после 1576 года), возможно, о ней: «Теперь у него новая супруга — дочь какого-то боярина, одаренная, как говорят, прекраснейшей наружностью; однако большинство постоянно отрицает то, что она пятая». Впрочем, речь может идти о какой-то другой женщине.

### Опала
Примерно через год царь охладел к ней, и Васильчикова насильно была пострижена в суздальском Покровском монастыре. Под каким именем она была пострижена — неизвестно. Упоминание историка рода Васильчиковых имени «Дарья» вкупе с датой смерти 1625 говорит, что он перепутал её с другой царицей Анной — Колтовской, умершей «инокиней Дарьей» в означенный год.
Там она и умерла не позднее января 1577 года. Факт и время её смерти подтверждается тем, что примерно в это время царь разослал по монастырям крупные вклады на её поминовение. 6 января 1577 г. Иван IV сделал вклад на помин её души в Симонов монастырь. 12 января — в Новодевичий монастырь, на следующий год опять в тот же день. В Иосифо-Волоцкий монастырь по ней царь дал в 1577 году, через год после её смерти, 100 рублей — «по Анне Васильчиковой дачи Государские 100 рублев», в Троице-Сергиев — два вклада по 300 рублей.

В кормовой книге Иосифо-Волоцкого монастыря вклад пояснен: «Лета 7085 прислал царь и государь великий князь Иван Васильевич всеа Русии в дом Пречистыя Богородицы в Осифов монастырь по Анне по Васильчикове свою государскую милостыню на вечной поминок и на корм 100 рублев. И за ту его дачю государскую поминати ея в повседневном списке… и с повседневного списка ея не выгладити, да и на корм по ней кормити на всяк год генваря в 7 день».— 
А. Л. Юрганов в связи с малым размером вклада и отсутствием титула «царицы» выдвигает версию, что речь идет не о царской жене, а о её тёзке и тётке (Анна Петровна, урожденная княжна Засекина, жена Бориса Гавриловича Васильчикова), однако это остается лишь его предположением. «Отсутствие» вкладов по царице Васильчиковой он объясняет будто бы испытываемым царем ощущением греховности его брака. Тем не менее, Юрганов даёт нижнюю границу её смерти, напомнив, что О. А. Яковлева отмечала, что 20 октября 1579 г. царевич Фёдор и жена его, царица Ирина, пожертвовали вышитый покров на мощи Варлаама Хутынского. На покрове была вышита надпись, в которой перечислялись члены семьи Ивана Грозного в таком составе: сам царь, царевич Иван с женой Феодосией, царевич Фёдор с женой Ириной, в этой надписи Васильчикова не упоминается (покров не сохранился).

### Погребение
Похоронена, по указанию Карамзина, она была в усыпальнице под Покровским собором в Суздале. В примечаниях он пишет: «В рукописной Суздальской Летописи сказано: там же (в Суздальском Покровском девичьем монастыре) похоронена супруга Царя Иоанна Васильевича Царица Анна: должна быть Васильчикова» (так как другая Анна — Колтовская, похоронена в Тихвинском монастыре, и могила её сохранилась до революции).
Юрганов пишет: «В 1972 г. в Покровской церкви девичьего монастыря было произведено вскрытие могилы А. Г. Васильчиковой. К сожалению, не был для этого взят „открытый лист“ Института археологии АН СССР, поэтому отчет о раскопках пока не обнаружен. Однако некоторые фотографии и материалы раскопок сохранились. По экспертизе А. К. Елкиной, блестящего знатока средневековых тканей, волосник А. Г. Васильчиковой сделан из очелья червчатого (малинового) шелка с золотным шитьем; вышитый орнамент представляет семь древ жизни; верхняя часть очелья сделана из полосы кружев, сшитых кольцом; рисунок кружев — ромбы плотного плетения из червчатого шелка; узор ромба заполнен нитями пряденого золота. Покров — из камки итальянского производства; в узоре — символика власти. Окутана была Васильчикова в саван из алой итальянской камки с восточным орнаментом, также символизирующим царскую власть. Употребление шелка, крашенного кармином, пряденого золота в предметах одежды указывает на высший статус погребенной. Таким образом, и характер погребения указывает на то, что её хоронили как царицу».
Надгробная плита утрачена.